# 王英 (水滸傳)
王英，小说《水浒传》中人物。祖籍两淮，身材矮小，混號“矮脚虎”，梁山兄弟暱稱他為"王矮虎"。生性極為好色，曾為了女人不惜對結義兄弟拔刀相向，是梁山108人裡唯一重女色的人物。
王英和“锦毛虎”燕顺、“白面郎君”郑天寿原是清风山的山贼，三人久聞宋江大名都非常仰慕。某日誤以為宋江是尋常旅人而捉之欲剖出心肝下酒，得知是宋江本人後連忙道歉並拜請上座、任其調遣清風山兵力，打下清風寨後不忘趁機意淫劉高妻子，宋江喝斥王英好色行為的同時也答應王英會幫他找個美女當老婆。
宋江率兵攻打祝家庄时，因贪图扈家庄女将一丈青扈三娘的美色而前去挑战反被活捉。打下祝家庄后梁山群雄設宴慶祝，因衝腦而慘敗的王英自覺丟人，龜縮末座一言不發喝悶酒，一直沒忘之前承諾的宋江在宴上給了王英驚喜，为扈三娘做媒嫁与王英，後來夫妇倆同为掌理三军內務的马军头领。征讨方腊时被「鄭魔君」鄭彪一槍刺死，前來救夫的扈三娘也被鄭彪的石彈打死。

## 影视形象

### 电影
- 1951年香港电影《一丈青扈三娘》：黄河
- 1972年香港邵氏《水滸傳》：郑雷
- 1975年电影《荡寇志》：郑雷
- 2006年电影《扈三娘与矮脚虎王英》：郭德纲

### 电视剧
- 1983年山东版《水浒》：邓洪生
- 1998年央视版《水浒传》：许敬义
- 2006年《鼓上蚤时迁》：吴军
- 2011年版《水浒传》：王春元
- 2017年电视剧《小戏骨水浒传》：王若欢